# Hannah Fierman
Hannah Fierman, née à Trowbridge en Angleterre, est une actrice et productrice anglaise.

## Filmographie

### Comme actrice
- 2007 : Passion Play (court métrage) : Mary Magdelene
- 2007 : 2 Centermeters (court métrage) : Steven-Sue
- 2008 : Order of the Quest : la Baronne
- 2008 : God Is Dead : Snow
- 2009 : The Legend of Zelda: The Hero of Time : Zelda / Sheik
- 2009 : Death and Beauty (court métrage) : Lovely Girl
- 2010 : The Dress (court métrage) : Floor
- 2010 : Better Late Than Severed (court métrage) : Demon Vixen
- 2011 : People We Know (court métrage) : Alexandra Delioncourte
- 2012 : V/H/S : Lily (segment "Amateur Night")
- 2012 : The Game (série télévisée) : Tessa (2 épisodes)
- 2012 : Vampire Diaries (série télévisée) : Marianna Lockwood
- 2012 : The Girl's Guide to Depravity (série télévisée) : Patty (2 épisodes)
- 2012 : A Change in the Weather (court métrage) : la femme
- 2012 : Quietus (court métrage) : Rose
- 2013 : 24 Exposures : Shannon Fierman
- 2014 : Ruins and Reckoning (court métrage) : Elona Ray
- 2014 : The Unwanted : Laura
- 2014 : American Hell (court métrage) : Geneva
- 2014 : Fugly! : Bug Eyed Girl
- 2014 : Toast of London (série télévisée) : Honeysuckle
- 2014 : Pepper's Place (téléfilm) : Pepper
- 2015 : The Franks: A Blood Puke Segment (court métrage) : Mrs. Frank
- 2015 : Good Grief Suicide Hotline : Lizzy Graves
- 2015 : Servitude (téléfilm) : April Christianson
- 2016 : Gone by Dawn : Crystal Corman
- 2016 : Shay : Shay
- 2016 : SiREN : Lily
- 2016 : Hold Me
- 2017 : The Secret Garden : Lily Craven
- 2017 : Gut Punch (court métrage) : Veronica
- 2018 : Dead by Midnight (11pm Central) (série télévisée) : Candice Spelling
- 2018 : St. Agatha : Sarah
- 2016 : Collider (court métrage) : Angie
- 2016 : Birthday Cake (court métrage)
- 2017 : Dandelion (court métrage) : Warden Anubikis
- 2018 : Devil 13 (court métrage) : l'Antéchrist
- 2018 : Delirium (court métrage) : Rose Hammond
- 2018 : Haven's End : Hannah
- 2019 : The Goose That Laid the Golden Egg : Ginny Bellaconda
- 2019 : The Secret of the Gods : Géraldine Drake
- 2019 : New Breed : Jezrael

### Comme productrice
- 2011 : Let There Be Rain (court métrage vidéo)
- 2013 : Heads Up (court métrage)